# Rosa tunquinensis
Rosa tunquinensis — вид рослин з родини трояндових (Rosaceae); поширений у південно-східній Азії.

## Опис
Це, переважно, вид з пірамідальним суцвіттям, у волоті якого найбільше листків у секції. Листки суцвіття непомітно стають 1-листочковими, перетворюючись на листкові приквітки вгорі. Нижні гілки суцвіття часто мають кілька міжвузлів з черговими листками або листяними приквітками. Листочки запушені з обох боків або лише трохи запушені на середній жилці. Прилистки зубчасті, як і приквітки. Квітки іноді досить дрібні, іноді середнього розміру.

## Поширення
Поширений у пд.-сх. Китаї, Лаосі й В'єтнамі.